# Digonocryptus denticulatus
Digonocryptus denticulatus är en stekelart som först beskrevs av Taschenberg 1876.  Digonocryptus denticulatus ingår i släktet Digonocryptus och familjen brokparasitsteklar. Inga underarter finns listade i Catalogue of Life.